# Socijalna anksioznost
Socijalna anksioznost je osjećaj nelagode i nervoze u društvenim situacijama. Neki od poremećaja povezanih s socijalnom anksioznošću su anksiozni poremećaji, afektivni poremećaji, autizam i poremećaji jedenja. Pojedinci s povišenom socijalnom anksioznošću često odvraćaju pogled, slabije se izražavaju mimikom i teže započinju i/ili održavaju razgovore. Razlikuju se socijalna anksioznost kao osobina i socijalna anksioznost kao posljedica neke situacije. Socijalnu anksioznost kao osobinu karakterizira često osjećanje ove nervoze, dok je druga vrsta socijalne anksioznosti trenutni psihološki odgovor na neku određenu stresnu društvenu situaciju. Oko 90% osoba tvrdi da je barem jednom u životu osjećalo simptome socijalne anksioznosti (npr. sramežljivost). Polovica pojedinaca s nekim simptomima straha od socijalnih situacija zadovoljava kriterije za dijagnosticiranje socijalnog anksioznog poremećaja. Funkcija socijalne anksioznosti je povećanje uzbuđenosti i pažnje na neku društvenu interakciju, sprječavanje nepoželjnog društvenom ponašanja i motivacija za pripremanje na buduće društvene situacije.

## Stadiji

### Razvoj djece
Neki osjećaji anksioznosti u društvenim situacijama su normalni i potrebni za efektivno društveno funkcioniranje i razvoj. Kognitivni razvoj i povećan pritisak u kasnom djetinjstvu i ranoj adolescenciji rezultiraju češćom socijalnom anksioznošću. Adolescenti izdvojili su kao najčešće izvore osjećaja socijalne anksioznosti odnos s vršnjacima koji ih privlače, društveno odbacivanje, javni govor, samosvijest, paniku i prošlo ponašanje. Većina adolescenata nadvlada te strahove i zadovolji razvojne zahtjeve.
Sve više djece dijagnosticirano je s socijalnom anksioznošću, što može dovesti do problema u obrazovanju, ako se pomno ne prati. Dio socijalne anksioznosti je strah od kritika, a u djeci može izazvati ekstremnu zabrinutost oko svakodnevnih aktivnosti, kao što su igranje s drugom djecom, čitanje u razredu ili razgovor s odraslima. S druge strane, neka djeca s socijalnom anksioznošću iskazuju defenzivno loše ponašanje zbog tih strahova. Problem kod dijagnosticiranja socijalne anksioznosti kod djece je razlikovanje socijalne anksioznosti i obične sramežljivosti.

### Odrasle osobe
Kod odraslih osoba lakše je identificirati socijalnu anksioznost zbog njihove tendencije samovoljnog izoliranja iz društvenih situacija. Česti oblici socijalne anksioznosti kod odraslih su bojažljivost, strah od javnog nastupa i glosofobija. Ovi oblici mogu se razviti i u kliničke oblike - poremećaje anksioznosti.